# 小戸町
小戸町（おどちょう）とは、宮崎県宮崎市内の地名。檍地域自治区に属している。郵便番号は880-0857。

## 地理
宮崎市の東部、檍地域自治区に属する。宮崎港に位置し、港湾施設や関連施設が並ぶ。『小戸』を冠するが、小戸神社のある鶴島3丁目を含む小戸地域自治区からは離れている。
北を江平中町1丁目、東を錦本町、南東を錦町、南を高千穂通2丁目、西を橘通5丁目と接する。

## 地名の由来
1951年(昭和26年)頃に誕生した町名で、祓詞に出てくる「（筑紫の日向の）小戸の橘」に由来すると思われる地名である。現在、同じ「小戸」という名の「小戸神社」は鶴島3丁目にあるが、元は大淀川下流左岸の下別府村（現在の橘通西2丁目付近）に鎮座していた。つまり神話伝説の「小戸」の地は、元来大淀川下流左岸とされており、小戸町がその地に復活したのかも知れない、と言われる。

## 歴史
- 1951年 - 吉村町・高洲町より小戸町が成立。

## 世帯数と人口
2023年（令和5年）9月1日現在の世帯数と人口は以下の通りである。
| 町丁   | 世帯数  | 人口  |
| ------ | ------- | ----- |
| 小戸町 | 432世帯 | 751人 |

## 小・中学校の学区
市立小・中学校に通う場合、学区は以下の通りとなる。
| 町名   | 小学校               | 中学校           |
| ------ | -------------------- | ---------------- |
| 小戸町 | 宮崎市立宮崎港小学校 | 宮崎市立檍中学校 |

## 交通

### 港湾
宮崎港に隣接する。

### バス
宮交グループの運営するバスが営業している。

### 道路
- 宮崎県道10号宮崎インター佐土原線